# Melanagromyza sporoboli
Melanagromyza sporoboli är en tvåvingeart som beskrevs av Mitsuhiro Sasakawa 1963. Melanagromyza sporoboli ingår i släktet Melanagromyza och familjen minerarflugor. Inga underarter finns listade i Catalogue of Life.